# Mimoyecques

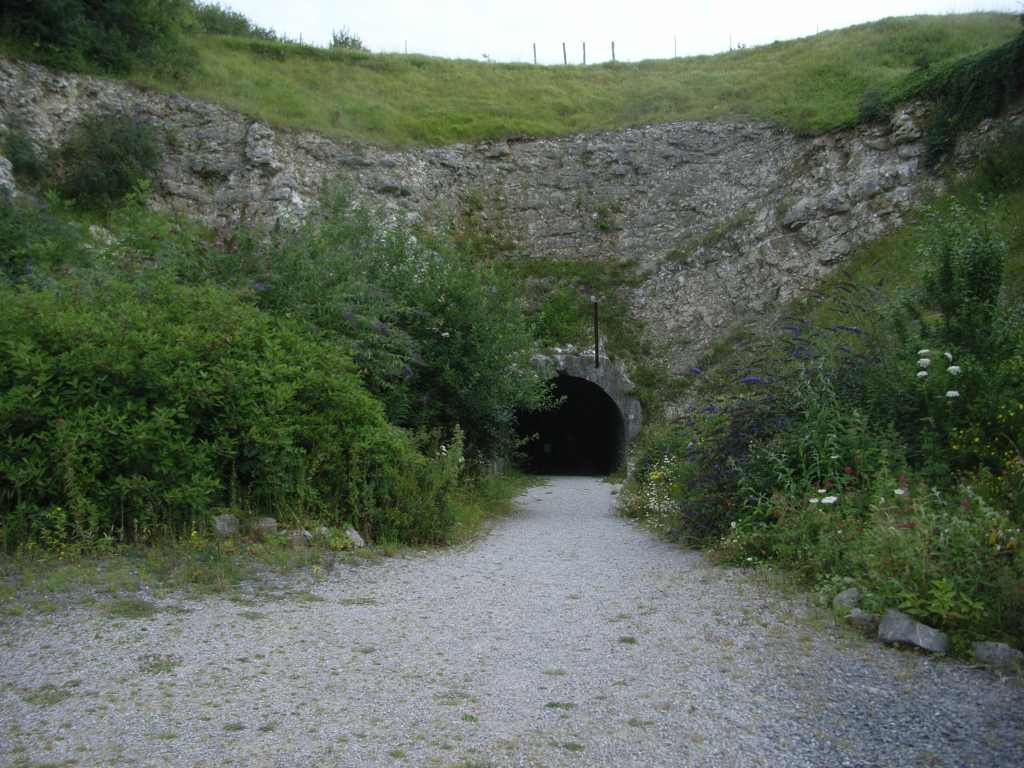
Ingang voor de trein van het V-3-fort

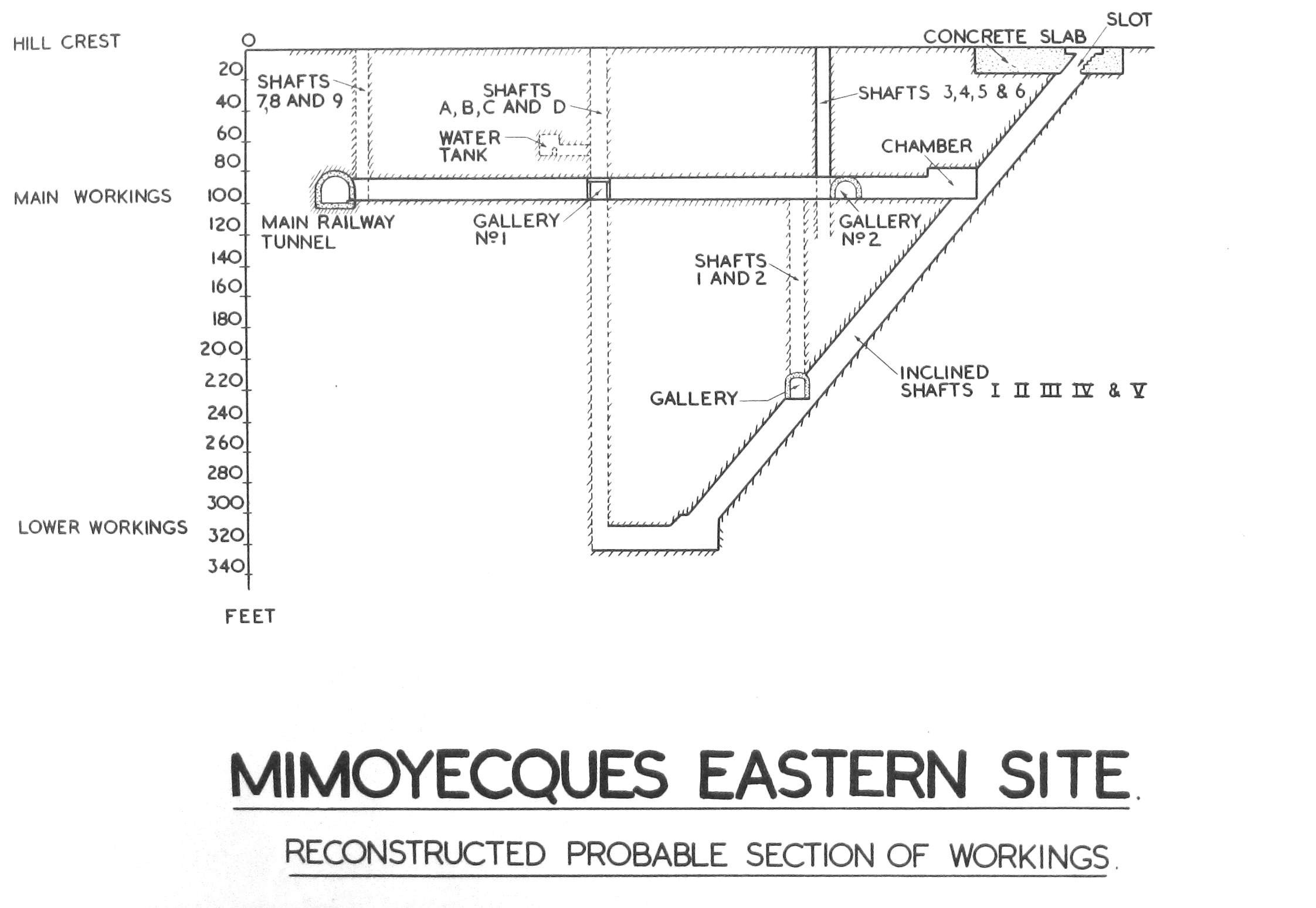
Bouwtekening complex van de zijkant met rechts de schuine helling voor de loop van het kanon

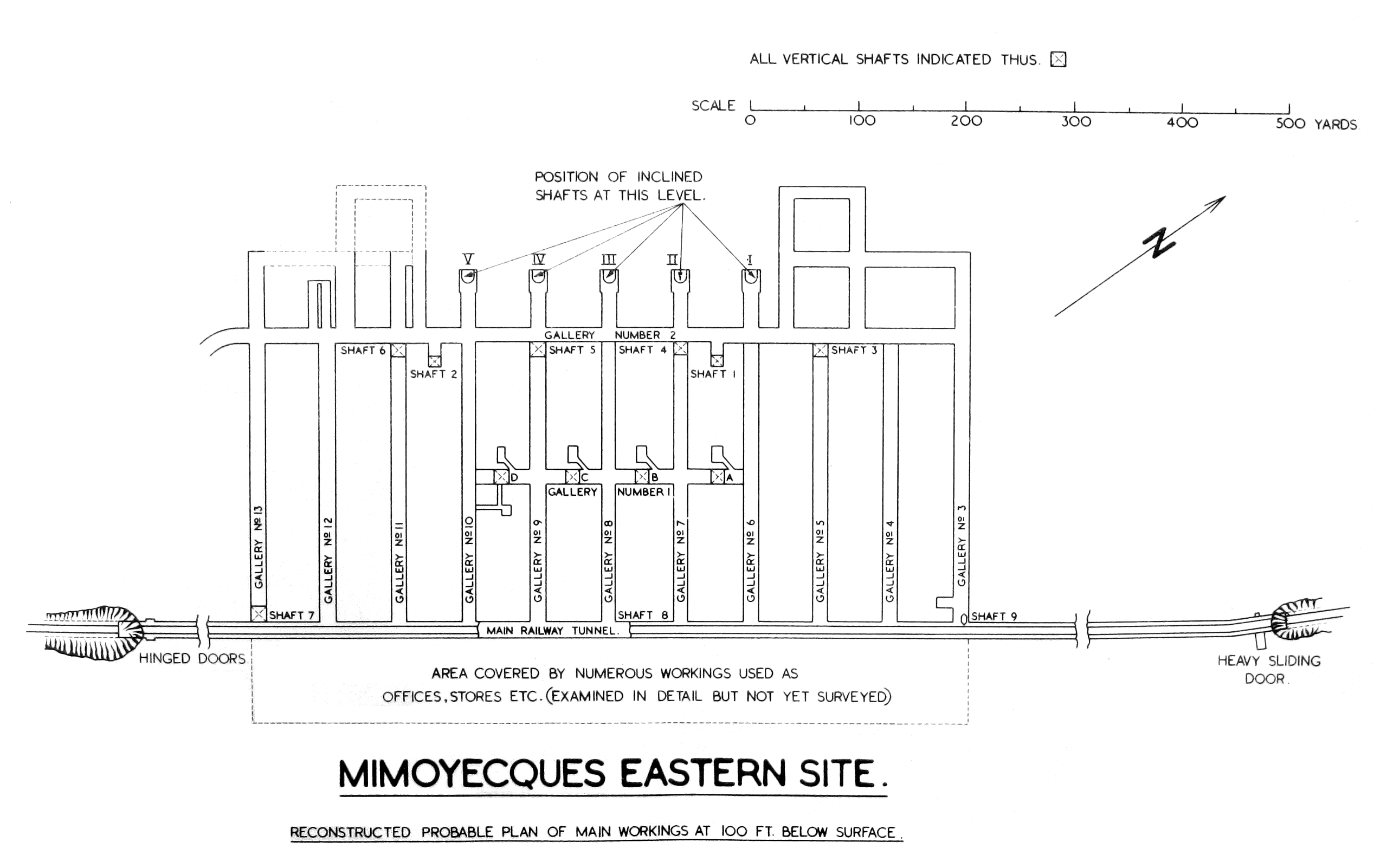
Bouwtekening met geheel onder in de spoortunnel en de diverse verticale tunnels voor de kanonnen en onderhoud

Mimoyecques is de naam van een rotsachtig gebied ten westen van de plaats Landrethun-le-Nord bij Calais waar de Duitse bezetters in 1943-1944 een groot complex (bunkers) bouwden voor het afvuren van de V-3, een extreem groot en krachtig meerkamerkanon. Tegenwoordig is het een museum.

## V-3 bunkercomplex
In september 1943 werd bij Mimoyecques begonnen met de bouw van een Duits bunkercomplex. Het complex zou bestaan uit twee afdelingen, een westelijk en oostelijk deel, die op ongeveer 1000 meter van elkaar zouden komen te liggen. In de planning was rekening gehouden met een groot aantal V-3's die gezamenlijk 10 schoten per minuut konden afvuren ofwel zo’n 600 granaten per uur zouden Londen kunnen bereiken.
Er werd een ondergrondse spoorwegtunnel aangelegd en diverse ruimten voor personeel en munitie. De bouw van het diep in de krijtrotsen gelegen complex werd uitgevoerd door de Organisation Todt. Duizenden mensen, waaronder dwangarbeiders, waren hierbij betrokken. De schachten van 150 meter lengte werden onder een hoek van 50 graden in de rotsen uitgehakt. Waar de kanonnen het maaiveld bereikten, werd een 5,5 meter dikke laag beton gestort als bescherming tegen luchtbombardementen. De schachten stonden in verbinding met een 600 meter lange centrale gang. Het gesteente dat bij de aanleg vrijkwam werd eerst donkergroen geverfd, en dan pas op treinwagons de tunnel uitgereden. Zo hoopten de Duitsers de aard van de werkzaamheden verborgen te kunnen houden. 
Het complex is voor 75% voltooid in minder dan 10 maanden tijd. In maart 1944 zou de eerste afdeling in gebruik moeten komen en de tweede afdeling in oktober 1944. Beide data zijn niet gehaald doordat de bouwplaats zeer frequent door geallieerde bommenwerpers is aangevallen.

## Geallieerde bombardementen
De Duitse aanvraag bij de Franse elektriciteitsmaatschappij voor een aansluiting van 5000 kilowatt voor het complex had echter al de aandacht van de Résistance getrokken. Verzetsmensen waarschuwden de Britse geheime dienst, en de Britten maakten in augustus 1943 de eerste luchtfoto's. Daaruit was op te maken dat er twee spoorlijnen in de rotsen verdwenen. De geallieerden wisten niets van de wapens die er werden ontwikkeld. Ze zagen alleen dat er een enorm complex lag en namen het zekere voor het onzekere. Op 5, 8 en 9 november 1943 werd het complex door het Amerikaanse 9e squadron gebombardeerd. Na het bombardement staakten de Duitsers de bouw van het westelijke bunkercomplex.
Pas op 6 juli 1944 werd weer een groot bombardement uitgevoerd, omdat Winston Churchill het complex als ernstige bedreiging zag. Die dag lanceerden 17 Avro Lancasters, een Mustang (als merker) en een Mosquito (merker) een aanval. Er werden verschillende Tallboy-bommen afgeworpen, de grootste in die tijd met een gewicht van 5,4 ton. Drie daarvan doorboorden de krijtrotsen en het betonnen dak van het complex, één rolde door een lanceerschacht naar beneden en kwam op de tweede verdieping tot ontploffing. Hierbij kwamen 2 Duitsers en 9 "vreemdelingen" om het leven, maar de schade was enorm. Doordat een watervoerende laag werd geraakt liep het complex vol water.
De Amerikanen waren niet op de hoogte van dit succes omdat van buitenaf weinig schade was te zien. Ze deden op 12 augustus 1944 nog een poging het complex te vernielen. Een met explosieven volgeladen Liberator zou normaal opstijgen. In de buurt van het doel zou de bemanning echter uit het toestel springen en aan parachutes landen. De Liberator zou dan radiografisch bestuurd doorvliegen en moest ten slotte een duikvlucht op Mimoyecques uitvoeren. Het toestel explodeerde echter voortijdig terwijl het boven Suffolk vloog. De vliegers Joseph P. Kennedy jr. (de oudere broer van John F. Kennedy) en Wilford Willy kwamen hierbij om het leven. Wrakstukken van het toestel kwamen bij Blythburgh terecht.
Toen het Canadese leger in september 1944 oprukte naar het gebied werd Mimoyecques door de Duitsers ontruimd. Op 9 mei 1945 bliezen de Britten een deel van het complex op. In 1947 liet de Franse regering het hele complex afsluiten met beton omdat het onmogelijk was de stoffelijke overschotten van de dwangarbeiders te bergen. Op 7 juli 1985 werd er een gedenkteken onthuld.

## Museum
Het complex is tegenwoordig een museum. In de ondergrondse basis kan men een reproductie aanschouwen van de door de Engelsen opgeblazen installaties. Alleen de centrale gang is nog toegankelijk, want de onderliggende verdiepingen zijn volgelopen met water.

## Naslagwerken
- (en)  Zaloga, Steven J., Hugh Johnson en Chris Taylor: German V-Weapon Sites 1943–45. Uitgever: Osprey Publishing, Oxford, 2008. ISBN 978-1-84603-247-9.
- (en)  Henshall, Philip: Hitler's V-Weapon Sites. Uitgever: Stroud: Strutton Publishing, 2002. ISBN 0-7509-2607-4.